# Місіонар
«Місіонар» — український греко-католицький часопис, що виходить у Львові. Заснований 1897 року з ініціативи настоятеля Львівського Онуфріївського василіянського монастиря Андрея Шептицького (пізніше — греко-католицького митрополита Львова). У довоєнний час наклад цього популярного журналу сягав від 20 до 30 тисяч примірників. Закритий з приходом більшовиків 1944 року. Відновлений 1992 року, над редакцією працюють отці-василіяни.

## Видання до 1944

### Основні дані
Назви: Місіонарь (до 1900-х), Місионар (від 1900-х до 1918), Місіонар (1920—1921, 1940—1944), Місіонар Пресвятого Серця Ісусового (1922—1938), Місіонар Ісусового Серця (1939).
Редактори (всі вони — отці, о.): Лазар Березовський (1898—1908, 1916—1918), Епіфаній Теодорович (1908—1911), Яким Олекса Фещак (1911—1914), Іван Пришляк (1915—1916), Модест Пелех (1920—1921, 1941), Платонід Філяс (1922—1926), Маркіян Марисюк (1927—1932, 1939—1940), Рафаїл Криницький (1932—1933), Макарій Каровець (1933—1935), Пахомій Борис (1935—1939), Єронім Тимчук (1941—1944). Оскільки в логотипі видання не завжди вказували редактора, роки виконання редакторських обов'язків можуть бути неточні.
Видає і друкує: Видавництво Чина Святого Василія Великого в Жовкві (1897—1918, 1920—1944); друк А. Гемерлінга і Мр. Ю. Костюка, Перемишль, вул. Краківська, 8 (1940).
Адреса редакції: Жовква-Żołkiew, вул. Василіянська, 2 (1936—1939). Адр. вид.: Монастир ОО. Василіян, Deutsch-Przemyśl, вул. Салєзіянська, 4 (1940). Кожне число місячника виходило з дозволу єпископа.
Наклад: 20 тис. (1897—1906), 30 тис. примірників (1928).
Вийшло: щороку виходило бл. 12 чисел, у фондах Львівської наукової бібліотеки ім. В Стефаника та Наукової бібліотеки ЛНУ збереглися числа за 1897—1899, 1906, 1914, 1916—1918, 1920—1944 роки, а відсутні випуски за 1900—1905 і 1907—1915 роки.
Формат: коливався від 12×18,5 см (1897—1899) до 15×24 (1921—1939, 1941—1944).

### Тематика
Перше число місячника вийшло 1 травня 1897 року. Видання розпочалося з тлумачення слова «місіонар» та стислого ознайомлення з історією місіонерства — в статтях «Хто бувъ місіонаремъ?» і «Якû ще були місіонарѣ?». Редакція поставила за завдання роботу над формуванням християнської свідомості українців, виховання в читачах віри, підтримку та посилення впливу греко-католицької церкви в українській громаді й поширення культу Христового Серця.
Головне місце на сторінках журналу посідали описи чергових свят, коментарі до Біблії, повчання церкви, розпорядження, роздуми про значення місійної та душпастирської праці, пояснення значення окремих молитов. Також друкували оповідання про життя святих, тексти малопоширених молитов, церковних пісень, провадили християнську науку (катехизм).
Часопис періодично висвітлював місіонерську роботу отців-василіян як у краї, так і закордоном — у Бразилії, США, Канаді. Ці повідомлення об'єднувались у поліграфічно виділеній рубриці «Місіонарськû вѣсти», потім — «З місійного руху».
Під час Першої світової війни, з липня 1914 до грудня 1915 журнал виходив у Загребі (Хорватія). У цей час на сторінках місячника виходили статті із закликами українського народу до терпеливості та підтримки духу вояків.
Найважливіші рубрики: «Просьби о молитвы и подяка», «Вѣсти зъ чужихъ краѣвъ», «Вѣсти місіонарськû зъ краю», «Жіночий світ», «Зі сьвіта і Церкви», «Наміренє в молитві на місяць…», «Післанець Пресвятого Серця Ісусового», «Розмовний листок» (повідомлення від редакції й адміністрації журналу), «На розвагу нашим воякам», «З послідніх днів», «Питання і Відповіди», «З листів до Місіонаря», «Зі світа» (політичні новинки), «З українського церковного життя», «Вісті», «З церковного життя українців в Америці», «З Німеччини пишуть», «Дещо з катехизму».
Правопис «Місіонаря» був спочатку етимологічним, а з 1906 — фонетичним.
Серед авторів публікацій часопису були отці Чину св. Василія Великого: Лазар Березовський, Осип Лещук, Іриней Назарко, Маркіян Марисюк, Йосафат Камінський, Рафаїл Криницький, Ісидор Луб, Роман Лукань, Омелян Тимочко, Никита Федорович, Василь Лімниченко (Мельник), Макарій Каровець, Олексій Дуда, Ігнатій Недільський, Пахомій Борис (П. Б.), Йосип Застирець.

### Додатки
Виходили додатки «Календар „Місіонаря“» (з 1901 неперіодично), «Малий Місіонарчик» (1903—1914), «Місіонарчик» (1939).

## Сучасне видання
Сьогодні окрім друкованої версії (накладом бл. 6000 примірників) доступна також інтернет-версія часопису, де також представлені окремі номери довоєнного періоду.
Часопис відновлений у 1992 році. Редактори (всі вони — отці, о.): Теодозій Янків (1992—1993), Йосафат Глуховецький (1993—1994), Василь Зінько (1994—1997), Йосафат Воротняк (1997—2005), Корнилій Яремак (2005—2012), Віталій Попадюк (2012—2016), Христофор Ганинець (від 2016).